# Kirae Jarvis
Kirae Jarvis (* 22. Dezember 1993 in Basseterre) ist ein Fußballspieler von St. Kitts und Nevis.

## Karriere

### Klub
Er begann seine Karriere beim Mantab United FC und wechselte zur Saison 2015/16 zum SPD United FC. 2016/17 spielte er beim St. Paul’s United FC und 2017/18 erneut für SPD. Seit der Saison 2018/19 spielt er wieder bei Mantab United.

### Nationalmannschaft
Seinen bislang einzigen Einsatz für die Nationalmannschaft erhielt er am 22. Januar 2016, bei einem 3:0-Freundschaftsspielsieg über Bermuda, als er in der 62. Minute für Evansroy Barnes eingewechselt wurde.